# Vladimír Veverka (právní filozof)
Vladimír Veverka (1. května 1931 Roveň – 15. října 2024 Kladno) byl český teoretik práva a právní filozof, který se zabýval obecnou teorií práva a dějinami politických a právních učení.  
Právnickou fakultu Univerzity Karlovy absolvoval mezi lety 1950 a 1954 a ihned po dokončení studia byl přijat jako asistent katedry teorie práva, kde od roku 1960 působil jako odborný asistent. Od roku 1959 zde začal přednášet celý kurs nově založeného oboru dějin politických a právních učení; stejný předmět přednášel i na Fakultě sociálních věd UK. V roce 1961 absolvoval postgraduální studium v oboru srovnávacího práva a evropských studií na Turínské univerzitě. Externě působil na československé Univerzitě 17. listopadu, zřízené pro studium zahraničních studentů z rozvojových zemí. V roce 1969 po tzv. dubnovém plénu ÚV KSČ, na němž byl do funkce prvního tajemníka ÚV KSČ zvolen Gustáv Husák, demonstrativně vystoupil z Komunistické strany Československa a v 70. letech 20. století byl proto coby údajný pravicový oportunista předmětem zájmu bezpečnostních složek Československé socialistické republiky.
Po sametové revoluci byl habilitován docentem v oboru teorie práva a do roku 1996 vedl na Právnické fakultě UK katedru teorie práva a právních učení. Byl členem ústředí Jednoty Českých právníků (1966-1969, 1990-1993). Byl také předsedou Českého sdružení pro právní a sociální filozofii a autorem řady publikací a učebnic v uvedených oborech. V roce 1996 fakultu opustil a stal se jako člen České advokátní komory advokátem v rodinné advokátní kanceláři v Kladně. V advokacii se až do roku 2011 věnoval ústavnímu soudnictví a právu státního občanství.

## Dílo
- Vybrané kapitoly z dějin politických ideologií (1961, spoluautor s Radimem Foustkou a Jiřím Boguszakem)
- Dějiny politických a právních učení (1974)
- Stručná antologie z dějin politických učení a filosofie práva, díl I. (1994, spoluautor s Jiřím Klabouchem)
- Základy teorie práva a právní filozofie (1996, spoluautor s Jiřím Čapkem a Jiřím Boguszakem)
- Stručná antologie z dějin politických učení a filosofie práva, díl II. - Liberalismus (2021, spoluautor s Jiřím Klabouchem a Stanislavem Kučerou)